# Alexei Alipov
Alexei Alexandrovich Alipov (Moscou, 7 de agosto de 1975) é um atirador olímpico russo, campeão olímpico.

## Carreira
Alexei Alipov representou a Rússia nas Olimpíadas, de 2000 a 2012, conquistou a medalha de ouro na Fossa olímpica, em 2004.